# Juana III de Borgoña
Juana III de Borgoña (1308-1347) fue la hija primogénita del príncipe de Francia, Felipe de Poitiers y de su esposa Juana II de Borgoña, por su padre era nieta de Felipe IV el Hermoso y bisnieta de San Luis IX de Francia.
La ascensión de su padre al trono francés como Felipe V le comprometió con Eudes IV de Borgoña, Duque de Borgoña, transformándose ella en la heredera del Palatinado de Borgoña y del condado de Artois, que eran de su madre. 
El 1330 fallece su madre y hereda las tierras ya mencionadas, enfrentándose a la querella sucesoria de su primo Roberto III de Artois, el rey Felipe VI de Francia falla a su favor.
De su matrimonio nacieron seis hijos, de los cuales cinco murieron al poco de nacer o en la temprana infancia, el único sobreviviente, Felipe de Auvernia murió un año antes que Juana, por lo que su único nieto, Felipe I de Borgoña heredó sus tierras.
| Predecesora: Juana II | Condesa Palatina de Borgoña Condesa de Artois 1330-1349 | Sucesor: Felipe III |

- Datos: Q253821
- Multimedia: Joan III of Burgundy / Q253821